# Historia de Bembibre
La historia de Bembibre se encuentra condicionada por su situación geográfica, un enclave de tránsito de personas, bienes e ideas entre la Meseta Central y Galicia. Así mismo, entre el denominado Bierzo Alto, del que se considera capital o centro nuclear, y el resto de El Bierzo y comarcas limítrofes, Laciana, Omaña, La Cepeda, La Maragatería, La Cabrera.

## Edad Contemporánea

### Guerra de la Independencia
Durante la Guerra de la Independencia Española, entre 1808 y 1814, y dentro del contexto de las Guerras Napoleónicas, específicamente en la denominada Carrera de Benavente, Bembibre sufrió unos episodios de bandolerismo y saqueos protagonizados por el ejército inglés de Sir John Moore y los dragones franceses del general Colbert, que los acosaban en su precipitada retirada hacia La Coruña.
Los generales de La Romana y Sir John Moore, concentradas las tropas confederadas en Astorga, discutieron sobre las posibilidades y estrategias para hacer frente al ejército napoleónico. Fruto de estas conversaciones, y ante las ansias de Moore de llegar a La Coruña, donde le aguardaba la escuadra británica, prevalece la decisión de la retirada ante la apuesta de La Romana por una defensa y posible batalla en los escabrosos montes que separan el Bierzo de la Meseta. Ante ello, las tropas españolas emprenden la retirada por el difícil camino de Foncebadón, prácticamente intransitable por la cantidad de nieve caída, mientras los ingleses la emprenden por la amplia calzada real que discurre por el puerto de Manzanal.
Esta retirada sufre el acoso de las tropas francesas, con el propio Napoleón en Astorga, a donde llega el día 1 de enero de 1809 con un potente ejército que envía a las órdenes del mariscal Soult tras de los aliados.
Por esta misma fecha los ingleses ya habían alcanzado Bembibre, donde, enterados de que había bodegas, forzaron las puertas para beber vino hasta embriagarse completamente, hasta tal punto que se vieron obligados a abandonar entre trescientos y mil hombres, incapaces de volver en sí, en las empedradas calles de la población, hombres que fueron masacrados por los dragones del general Colbert, al frente de la vanguardia del ejército francés, que venía pisándoles los talones.
Para el conde de Toreno, coetáneo de estos acontecimientos, "fué Bembibre principal y horroroso teatro de sus excesos", de las tropelías de la soldadesca inglesa, si bien en todas las poblaciones del camino –posteriormente en Villafranca del Bierzo  – se "perdian de intento y se entregaban á la embriaguez y disolucion".
Posteriormente, los franceses, que perseguían la resistencia de la "Junta Superior del Reino de León", "Consejo Supremo del Reino de León" o " Junta Suprema de León"  para perpetuar la invasión de Las Españas y Portugal, arrasaron y saquearon la villa, debiendo soportar Bembibre la ocupación de la infantería francesa del mariscal Ney, que recibió la orden de asegurar las comunicaciones con Astorga.
En esta ocupación destaca una fecha señalada como nefasta, la del 2 de enero de 1809, cuando el eremitorio de El Santo fue destruido por el ejército francés, pudiendo usarse sus restos como almacén de armas y munición.

### La Revolución de octubre de 1934
Con los antecedentes de la Huelga general en España de 1917, huelga de carácter revolucionario pues su objetivo ya no se limitaba a que el gobierno tomara medidas para paliar la crisis de subsistencia y la "crisis de trabajo", sino que perseguía «una transformación completa de la estructura política y económica del país», y tras la proclamación de la II República Española en 1931, se llega a la Revolución de octubre de 1934, en que estallan intentos revolucionarios de mineros comunistas y anarquistas.
Estos acontecimientos se producen en un Bembibre sumido en un ambiente de inseguridad motivada por las huelgas y el miedo a que elementos desestabilizadores se introdujesen en la villa, lo que llevó al edil, Alfonso Maestro Blanco, a decretar el 13 de diciembre de 1933 el estado de alarma, imponiendo el cierre público a los establecimientos de bebidas alcohólicas (desde las 22 horas a las 8 de la mañana), permaneciendo los cafés, por su parte, abiertos hasta las 23 horas y 30 minutos (aunque no despacharían alcohol pasadas las 22 horas), una norma que se hace extensiva a las posadas, albergues y hostales.
Los primeros síntomas concretos de la gravedad de la situación se comienzan a manifestar el día 5 de octubre, en que el sargento de la Guardia Civil de este puesto comunica al alcalde que, en previsión de la huelga anunciada, sus efectivos se trasladaban a Ponferrada para contrarrestar la posible llegada de mineros de las cuencas del Sil y Fabero. Diversas gestiones, en demanda de grupos armados para la defensa de personas y bienes de Bembibre, se realizan ante el gobierno civil, incrementándose el día 6, al tener constancia de que el principal objetivo de los huelguistas es la villa.
Sobre las 9 de la mañana del domingo 7 de octubre, diversos grupos de mineros procedentes de las cuencas de Villablino, Páramo del Sil, Fabero, Matarrosa y Toreno, secundando el operativo revolucionario marcado, entran en San Román de Bembibre, donde es atacada una camioneta del ejército, resultando bajas un sargento y tres soldados. Ante el ya inminente ataque, se redoblan los esfuerzos en búsqueda de apoyo, consiguiéndose la noticia, sin confirmar, al haber saboteado los revolucionarios la línea, del envío de dos secciones del acuartelamiento de Astorga, unas informaciones posibles gracias a la encomiable labor desempeñada por la telefonista María de Sás López, al mantenerse en su puesto mientras se cernía el peligro sobre Bembibre.
A las 14 horas se produce la entrada en la villa de Bembibre de la vanguardia de los huelguista, tomando el control de los puntos más estratégicos de la localidad: la casa cuartel de la Guardia Civil, que carecía de efectivos, y la estación del ferrocarril, donde dinamitan la vía para inutilizarla. Así mismo, se obstruyen con barricadas los accesos desde Astorga y Ponferrada.
Posteriormente, y tras proceder al saqueo de domicilios, empresas, comercios, establecimientos públicos y privados, como la rectoría, la farmacia de Ramón Fernández Buelta y las viviendas del propio alcalde, Alfonso Maestro Blanco, del empresario Francisco Alonso Villaverde, El Mayor, del médico, José Cubero García, dando incluso muerte a un vecino de la Silva, centraron su actuación en la iglesia, que fue desvalijada.
Se inutiliza el reloj de la torre y exponen públicamente en la plaza de la República el corpus documental existente, con las efigies y objetos de culto, para quemarlo todo con posterioridad, salvándose tan solo la imagen del Sagrado Corazón de Jesús que, al portar una capa carmesí, sería indultada, colgándole del cuello un cartel con la inscripción: "Te respetamos por que eres rojo como nosotros". A continuación es rociado el templo con gasolina e incendiado.
Luego sería objeto de sus iras el Ayuntamiento, donde es destrozada la secretaría, el salón de sesiones, la oficina de arbitrios y la del juzgado de paz, arrancando después los símbolos de autoridad vigentes, mientras se enarbolan desde el balcón las propias banderas libertarias proclamando la República Socialista. Los archivos municipal y judicial son arrojados a la voraz hoguera, pretendiendo incendiar a su vez el consistorio, pero, ante las súplicas de las mujeres cuyos hogares lindaban con el edificio, desisten.
Ya entrada la tarde decaen los actos vandálicos, entrando en Bembibre a las 22:30 horas tropas provenientes de Astorga, que previamente habían sometido a los insurrectos en Torre del Bierzo, una llegada que puede ser considerada testimonial en cuanto a la defensa de las personas y bienes, al haber evacuado los insurrectos la plaza tras el descalabro de sus ofensivas en otros frentes, entre ellos Torre. Se inician al alba del día 8 las detenciones y la requisa de armamento, unas acciones que se prolongarán a lo largo de varios meses, dado que los revolucionarios se refugian en los montes del entorno, quedando totalmente pacificada la zona para el 10 de octubre.
Tras estos hechos, en que mueren tres soldados, un sargento, dos guardias civiles y dos revolucionarios, se producen 166 detenciones de implicados en la trama, todo ello en unos procesos de persecución, detención y procedimientos sumarísimos que, entre otras condenas, se saldan con una a muerte que recae sobre Guerra Pardo, acusado de haber arrojado una bomba sobre un automóvil de la Benemérita, en San Román de Bembibre, matando a dos guardias e hiriendo a otros varios.
Consecuencias
Las consecuencias que estos hechos producen, además del desasosiego emocional de todas las personas implicados, se concretan en la ruina y desolación de los templos de Bembibre, Matarrosa, Pradilla, Santa Marina del Sil, Rodanillo y Villar de las Traviesas, lo que supone unas perdidas significativas e irreemplazables sobre el legado archivístico, histórico y patrimonial de estos lugares, a las que se suman las pérdidas de archivos y documentos administrativos y municipales.
Unas perdidas que se tratarán de restañar en lo posible, siendo los documentos, archivos y patrimonio irrecuperables, con la reconstrucción de los edificios eclesiásticos, como la iglesia de San Pedro, en Bembibre, aunque supondrá la pérdida de las dos torres cilíndricas que flanqueaban la espadaña, y la sustitución de los remates de esta por una imagen del Corazón de Jesús, en granito blanco y con los bazos extendidos, colocada al término de la guerra civil española.